# Frans Bergvall
Frans Bergvall, född 18 februari 1903 i Edsele socken i Ångermanland, död 22 augusti 1995, var en svensk folkskollärare och hembygdsforskare.
Frans Bergvall var näst yngsta barn till torparen Henrik Bergvall (1852-1906) och Märta Brita Tjernberg (född 1859) och växte upp under fattiga förhållanden med sin mor och några av sina nio syskon i ett torp i Gideåberg. Han började arbeta vid 14 års ålder som skogsarbetare. Han studerade vid Hola folkhögskola och utbildade sig därefter till folkskollärare vid seminariet i Härnösand, där han tog examen 1927. Efter ett års tjänstgöring i Grängesberg var han mellan 1929 och 1959 folkskollärare i Gideåberg. Efter nedläggningen av skolan i Gideåberg 1959, tjänstgjorde Frans Bergvall i Ramsele fram till sin pensionering 1962. Han gifte sig 1930 med läraren Lisa Gustafsson.
Han ägnade sig under hela sitt liv åt att teckna ned uppgifter om folkkultur i Edsele socken, om bland annat dialekter, folksagor och folkmedicin. Han blev filosofie hedersdoktor vid Filosofiska fakulteten vid Umeå universitet 1977.